# Campinas Challenger 1980
Il Campinas Challenger 1980 è stato un torneo di tennis facente parte della categoria ATP Challenger Series nell'ambito dell'ATP Challenger Series 1980. Il torneo si è giocato a Campinas in Brasile dall'8 al 14 settembre 1980 su campi in terra rossa.

## Vincitori

### Singolare
Ricardo Cano ha battuto in finale  Jose Luis Damiani con il punteggio di 6–3, 4–6, 6–2

### Doppio
Marcos Hocevar /  João Soares hanno battuto in finale  Ney Keller /  Cássio Motta con il punteggio di 7–5, 6–1